# Phước Mỹ, Quy Nhơn
Phước Mỹ là một xã cũ thuộc thành phố Quy Nhơn, tỉnh Bình Định, Việt Nam.
Xã Phước Mỹ có diện tích 68,1 km², dân số năm 2005 là 4.748 người, mật độ dân số đạt 70 người/km².

## Hành chính
Xã Phước Mỹ được chia thành 3 thôn: Long Thành, Mỹ Lợi, Thanh Long.
Theo Nghị quyết số 1664/NQ-UBTVQH15 năm 2025, giải thể thành phố Quy Nhơn, sáp nhập tỉnh Bình Định vào tỉnh Gia Lai và thực hiện hợp nhất toàn bộ diện tích tự nhiên và dân số của phường Bùi Thị Xuân và xã Phước Mỹ thuộc thành phố Quy Nhơn thành phường Quy Nhơn Tây.